# Pipariya (Paroha)
Pipariya (Paroha) – gaun wikas samiti w środkowej części Nepalu  w strefie Narajani w dystrykcie Rautahat. Według nepalskiego spisu powszechnego z 2001 roku liczył on 860 gospodarstw domowych i 6407 mieszkańców (3058 kobiet i 3349 mężczyzn).